# Johan Afzelius
Johan Afzelius (Gotalândia Ocidental, 13 de junho de 1753 — Upsália, 20 de maio de 1837) foi um químico sueco.
Foi orientador de um dos fundadores da química moderna, Jöns Jacob Berzelius.
Afzelius obteve o mestrado na Universidade de Upsália em 1776, orientado por Torbern Bergman.
Afzelius realizou análise de minerais. É reconhecido por isolar o ácido fórmico de formigas, mostrando que o mesmo era diferente dos proximamente relacionados ácido carboxílico e ácido etanoico. Também estudou a química do níquel e ácido oxálico.
Foi eleito em 1801 membro da Academia Real das Ciências da Suécia.

## Trabalhos publicados
- Dissertatio chemica de niccolo, (com Torbern Bergman), 1775 – dissertação sobre níquel.
- Dissertatio chemica de acido sacchari (com Torbern Bergman), 1776 – dissertação sobre ácido sacarínico.
- Dissertatio chemica de acido formicarum, (com Petrus Öhrn), 1777 – dissertação sobre ácido fórmico.
- Dissertatio chemica de baroselenite (com Axel Fryxell) 1788 – dissertação sobre selenito de bário;[2]